# アクビトモミ
アクビトモミは、日本の歌手、青年実業家、飲食店経営者、タレント、音楽プロデューサー、ボイストレーナー。
本名：二宮 知美（にのみや ともみ）、別名：優 知美・愛知 実。MZD MUSIC ENTERTAINMENT所属。

## 来歴
中学生の時にテレビオーディション番組に出場。その歌唱力とパフォーマンスを買われ、2000年キングレコードよりメジャー・デビュー。
高校生の時に名古屋のショーパブでステージを見た天才漫才師 大平サブロー・シローに、歌唱力・トーク力・お笑いセンスを買われ、関東に上京・修業を始めるも、早く売れたいとの思いから、事務所・師匠に無断でフジテレビの「オールナイトフジ」インパクトショーのオーディションに応募。
当時誰もやっていなかった、意表を突いたアイドルネタ「元祖アイドルぶちギレネタ」を披露し、関係者の度肝を抜き、オーディション当日の生放送に出演。その放送を師匠の大平シロー氏がたまたま見ていて、修業期間が１か月伸びたエピソードは、現在でも弟子の間で語り継がれている。
その後、ぶっとんだ希有なキャラクターが世間の目にとまり各種レギュラー番組への出演、番組司会、リポーター、ラジオDJをもこなし、ドラマや舞台、ミュージカル、CM出演などの演技に至るまで芸能におけるマルチな才能を発揮。
近年、自身の経験を活かし、新⼈開拓・新⼈教育プロディースなど後進の指導育成、社会貢献管轄施設からの依頼による改善指導の講和講演といった社会貢献活動などを【優 知美（ゆうともみ）】名義で行っている。この芸名は、集団行動総指揮官清原伸彦により、海外でも通用する名前you!?tomomi!?の響きを基に名付けられた。
愛知県出身であることから、「愛知が実るように」という思いを込めて【愛知 実（あいち・みのり）】名義でも活動を行っている。

2011年（平成23年）、自身が総合プロデュースを務め、漁港（フィッシュロックバンド）森田釣竿、演芸ロックミュージシャン イカルス渡辺、電撃ネットワーク 三五十五とともに実力派演歌ユニット天地空海ファミリーを結成。
渋谷のClub Asiaにて旗揚げ公演を行う。
近時は本名の『二宮知美』の名でタレント、アーティストのプロデュースにも尽力。音楽イベント『三河ZIPANGど真ん中フェスタ』では本名名義で総合プロデューサーを務める傍ら、出演者としてパフォーマンスを行う。
2021年、芸能制作プロダクション&レコード会社『株式会社MZD MUSIC ENTERTAINMENT』を設立。青年実業家の顔をもちながら、創業100年の老舗家業の3代目という一面を持つ。
2022年8月8日、2001年発売CD『はい!はい!はい!』C/W曲『かっとばせ龍馬』を、令和版にアレンジ、配信リリース。
本人の野望は、「アイドルになりたい」と言う気持ちをひた隠し、果てしなく続く。

## 大和女組
アクビトモミがメインボーカルを務めるグループ。1stシングル『見参!大和女組』は、作詞：松本一起、作曲：柘植由秀、編曲：古坂大魔王。2021年10月10日、MZD MUSIC RECORDから発売された『浮世つれづれ女舞2021江戸ROCK令和バージョン』が全音楽サイトアプリで世界185ヵ国に配信された。

## 出演

### テレビ番組
- テレビ東京
  - すももクラブ
  - LIVE ON TV 原石
  - 痛快!いたずらジャジャンボ
  - 開運!なんでも鑑定団
- フジテレビ
  - ものまね王座決定戦
  - 森田一義アワー 笑っていいとも!
  - 風まかせ 新・諸国漫遊記
  - オールナイトフジ
  - スターどっきり（秘）報告
- 日本テレビ
  - 鶴ちゃんのプッツン5
  - 絶叫大賞
- TBSテレビ
  - わくわく動物ランド
  - マスコットタワー
- テレビ朝日
  - M10
- 関西テレビ
  - チャーリー浜の密着取材
- メ～テレ
  - でたがりサンデー45
  - 紳助のタレント養成講座
  - 超町人！チョコレートサムネット　（業界を跨いで活躍する名物焼肉店店主として紹介）
- ABC TV 
  - FOREIGN CORRESPONDENT

### テレビドラマ
- フジテレビ
  - はるちゃん3
  - 旅は道連れ世は情けねェ!
  - 指輪
  - 世にも奇妙な物語
  - 愛と罪と
- 日本テレビ
  - 静かなるドン
- TBSテレビ
  - HOTEL

### ラジオ
- 東海ラジオ
  - 大和DOKハラ女組　レギュラー
  - アクビのとことん中途半端　レギュラー
  - アクビのとことん崖っぷち　レギュラー
  - アクビのスポーツメガミックス　レギュラー
  - フラッシュジャーナル
  - 美味時間
  - モーニングテラス
- ブラザートムのラジオソールサンデー （ニッポン放送）　レギュラーアシスタント
- カトレアミュージック （CBCラジオ）
- ラジオはともだちoh ナバサ （FM湘南）　レギュラー
- 元タカラジェンヌ まほろば遊の音楽と朗読のせかい「夢の続きへ」 （ゆめのたね放送局）[5]

### CM
- セガトイズ キキララの雲のおうち
- トヨタカローラ高知
- 森永チョコレート　ラジオCM
- ティーンズトータルファッション「サンフォード」

### イベント
- 愛・地球博〜空⼿EXPO2005 メインアクト〜
- 松本⼀起プロデュースコンサート『この歌を聴いて恋を知った〜UTAKOI〜』東京国際空港
- 三河 ZIPANG ど真ん中フェスタ総合プロデュース[6][7]
- 新極真空手世界大会オープニング出演
- 幕末150周年記念坂本龍馬ファンの集い

### 新聞
- 2023年　9月　中日新聞　掲載
- 2023年 11月　中日新聞　掲載

## 音楽活動

### CD
| #                        | 発売日         | タイトル                                   | 規格品番       | 名義           |
| キングレコード           | キングレコード | キングレコード                             | キングレコード | キングレコード |
| ------------------------ | -------------- | ------------------------------------------ | -------------- | -------------- |
| 1st                      | 2001年7月25日  | はい!はい!はい                             | KICM-6         | アクビトモミ   |
| ユニバーサルミュージック |                |                                            |                |                |
| 1st                      | 2007年3月7日   | 見参!大和女組                              | POCE-3221      | 大和女組       |
| MZD MUSIC RECORD         |                |                                            |                |                |
| 1st                      | 2021年10月10日 | 浮世つれづれ女舞2021江戸ROCK令和バージョン | MZD-0701       | 大和女組       |

### 配信曲
| 配信日           | タイトル                                   | 名義             |                                            |
| MZD MUSIC RECORD | MZD MUSIC RECORD                           | MZD MUSIC RECORD | MZD MUSIC RECORD                           |
| ---------------- | ------------------------------------------ | ---------------- | ------------------------------------------ |
| 2021年10月10日   | 浮世つれづれ女舞2021江戸ROCK令和バージョン | 大和女組         | iTunes Store • 演歌 2021年10月11日 日本9位 |
| 2022年8月 8日    | かっとばせ龍馬                             | アクビトモミ     | iTunes Store • 演歌 2022年8月9日 日本13位  |
| 2025年3月16日    | 天地空海                                   | 天地空海         | iTunes Store • 演歌 2025年3月18日 日本19位 |